# Minoru Furuya
Pour les articles homonymes, voir Furuya.
Minoru Furuya (古谷 実, Furuya Minoru), né le 28 mars 1972 à Saitama, est un mangaka japonais. Il est principalement connu pour être l’auteur du manga Ping-Pong Club.

## Biographie
la première œuvre de Minoru Furuya, Ike ! Inachū takkyū-bu (Ping-Pong Club), est prépubliée dans le Weekly Young Magazine entre 1993 et 1996 et remporte en 1996 le Prix du manga Kōdansha dans la catégorie générale en 1996.
En 1997, sa deuxième série, Boku to Issho, commence également sa prépublication dans le Young Magazine. C'était aussi une série comique, mais avec un accent sur un scénario plus réaliste. Son style artistique était aussi plus modéré avec moins de caricatures scandaleuses. Dans le prolongement de cette série, il a produit un autre manga de comédie, Green Hill. Bien que les deux séries soient des comédies, il a par ailleurs exploré des thèmes tels que les pressions, le désespoir et la futilité de la vie moderne. À travers ses personnages, il a tenté de transmettre un message clair sur les difficultés liées à la vie dans l'extrême capitalisme japonais. La combinaison de ces thèmes au sein d'un scénario comique a fait une histoire très convaincante et efficace.
En 2000, son premier enfant est né.
De 2001 à 2002, Young Magazine a publié Himizu, qui était très différent de son travail précédent. Plutôt qu'un manga comique, l'histoire s'est concentrée sur l'état d'esprit psychologique du personnage et sur la façon dont il a géré les situations stressantes. De nombreux fans ont été ouvertement déçus par le changement soudain de style de Furuya pour des histoires plus réalistes manquant de comédie. Cependant, de nombreux fans ont également considéré son changement comme rafraîchissant et l'ont accueilli favorablement.
De 2012 à 2013, Young Magazine a publié Saltiness.

## Œuvre

### Manga
- 1993-1996 - Ike ! Inachū takkyū-bu (行け!稲中卓球部?)[1] (Ping Pong Club)
- 1997 - Boku to issho (僕といっしょ?)[2]
- 1999 - Green Hill (グリーンヒル, Gurinhru?)[3]
- 2001
  - Himizu (ヒミズ?)[4], adapté en film en 2011 Himizu par Sion Sono.
  - Super Remix Best (僕とお昼を 古谷実スーパーリミックスベ2?)[5]
- 2003 - Ciguatera (シガテラ?)[6] (Poison Quotidien)
- 2006 - Wanitokagegisu (わにとかげぎす?)[7]
- 2008 - Himeanōru (ヒメアノ～ル?)[8]
- 2012 - Saltiness (サルチネス, Saruchinesu?)[9]
- 2016 - Gerekushisu (ゲレクシス?)[10]

### Anime
- 1995 - Ping-Pong Club[11]

## Distinctions

### Nominations
- 2019 - Saltiness en sélection officielle du 46e festival de la bande dessinée d'Angoulême.

### Récompenses
- 1996 - Prix du manga Kōdansha pour Ping-Pong Club.